# Ancyla nitida
Ancyla nitida är en biart som beskrevs av Heinrich Friese 1902. Ancyla nitida ingår i släktet Ancyla och familjen långtungebin. Inga underarter finns listade i Catalogue of Life.